# Fundición Hernán Videla Lira

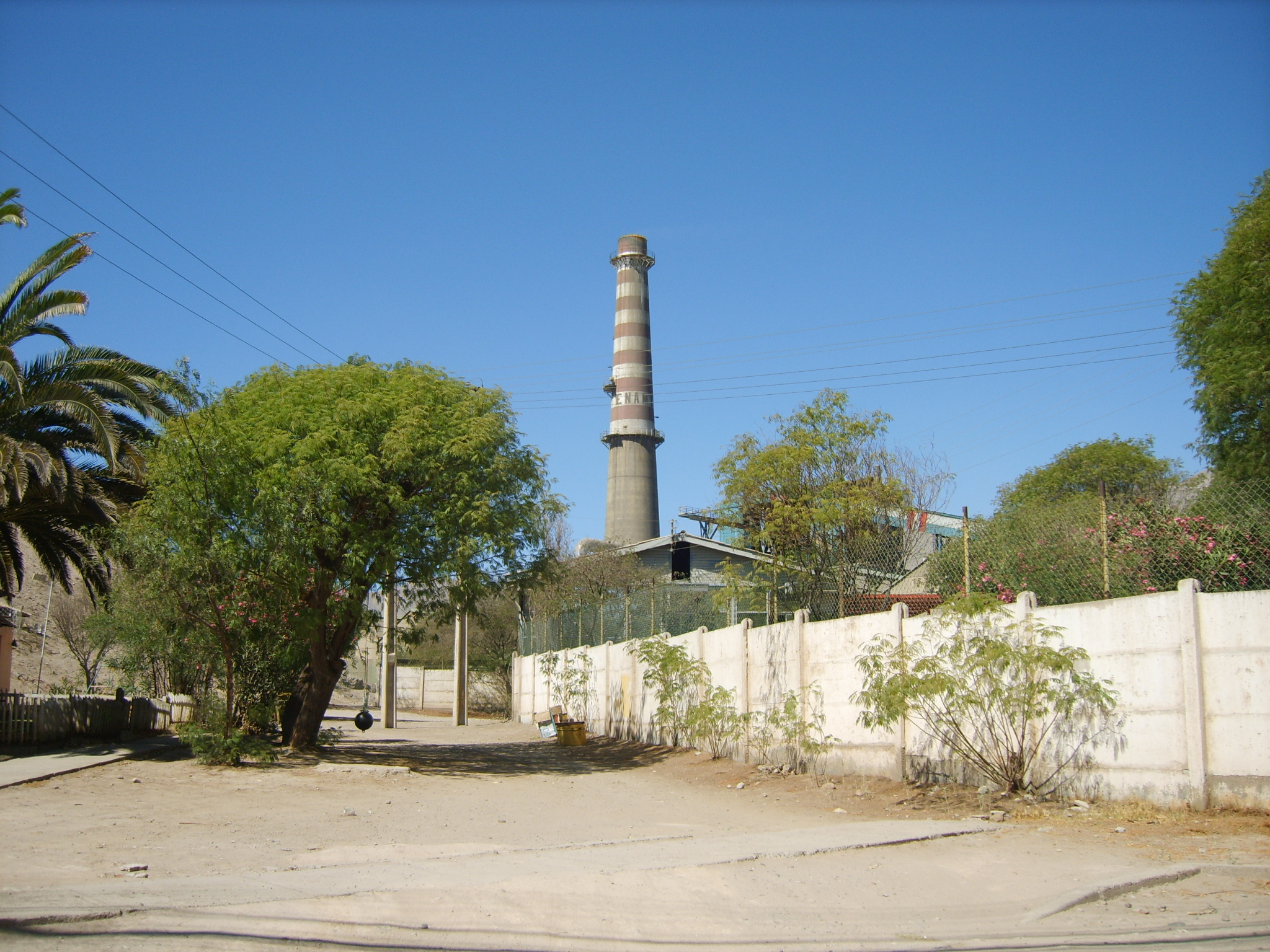
Chimenea de la fundición Hernán Videla Lira.

Fundición Hernán Videla Lira, antiguamente conocida como Fundición Nacional de Paipote fue una fundición de cobre chilena, la primera fundición estatal. Está ubicada en la localidad de Paipote, Región de Atacama, aproximadamente a 8 kilómetros de la ciudad de Copiapó.

## Historia
La creación de la fundición nacional tiene su origen en la segunda década del siglo XX, pero debido a razones económicas y el advenimiento de la Segunda Guerra Mundial postergaron su construcción por varias décadas. Fue la CORFO la que le dio un nuevo impulso a esta vital necesidad, por lo que en el 7 de mayo de 1947 bajo el gobierno de Gabriel González Videla se inició su construcción, trabajos que se prolongaron por cinco años hasta que el 26 de enero de 1952 se inaugura la fundición. Posteriormente la sociedad que la administraba se transformaría en la ENAMI (Empresa Nacional de Minería). Actualmente tiene por nombre "Fundición Hernán Videla Lira", en honor al destacado dirigente minero, senador y embajador.

## Importancia
La Fundición Nacional de Paipote es una de las más significativas obras liberadoras de la pequeña y mediana minería emprendidas por el Gobierno de Chile.

## Medio ambiente
Esta fundición posee una capacidad instalada de 300 mil toneladas métricas finas por año. En los años 1990 las comunidades de Tierra Amarilla y Copiapó se organizaron para protestar por la contaminación que afectaba la zona provocada por el humo de Paipote.
Las autoridades de la época, sensibilizadas con el tema, se hicieron cargo de la problemática y decidieron invertir importantes recursos para mejorar los procesos productivos de la fundición y mitigar sus efectos. Con la dictación del Decreto Supremo 185/91, se comenzó el monitoreo de contaminantes atmosféricos en el entorno de la Fundición, constatándose altos niveles de contaminación por anhídrido sulfuroso.
En 1993, la zona donde se ubica la planta fue declarada saturada por anhídrido sulfuroso (D.S. Nº255/93 del Ministerio de Agricultura), lo que significó el diseño de un Plan de Descontaminación. Desde la implementación del Plan de Descontaminación en 1995, se ha logrado disminuir los niveles de contaminación en la zona, sin embargo, éstos siguen siendo altos.
El impacto en la salud de la población y el medioambiente son los motivos que preocupan a las comunidades de Copiapó y Tierra Amarilla. Ello, porque a pesar de los sucesivos anuncios de la empresa, los plazos se extendieron y el material particulado ha afectado la salud de las personas.
La alarma se encendió nuevamente en el 2011 cuando en menos de dos semanas se registraron dos episodios críticos de contaminación en la zona, afectando a 14 mil estudiantes. Las emisiones obligaron a suspender las clases y trastocaron la vida de los habitantes de la comuna. Para ENAMI, la empresa a cargo de la fundición, lo ocurrido durante 2011 no está fuera de lo habitual. Si antes del plan de modernización y descontaminación se registraban hasta 400 episodios anuales –más de uno diario–, desde que éste terminó de implementarse el año 2000 se producen unos tres episodios al año, los que se atribuyen a fenómenos meteorológicos difíciles de predecir.
A partir de estos hechos la comunidad de Tierra Amarilla ha salido varias veces a la calle a manifestarse y a exigir soluciones definitivas a las autoridades. En tanto, la Municipalidad de Tierra Amarilla interpuso un recurso de protección en la Corte de Apelaciones de Copiapó en favor de sus habitantes. A diferencia de ocasiones anteriores, tras los episodios de abril de 2011 y la solicitud de las autoridades de Atacama, ENAMI propuso un nuevo plan de control de emisiones para minimizar la probabilidad de emergencias ambientales.
La presentación del nuevo Plan de Acción Operacional fue realizada por representantes de la empresa ante la Ministra de Medio Ambiente, María Ignacia Benítez, la Intendenta Ximena Matas, parlamentarios, autoridades regionales y comunales. El objetivo de este plan es entregar información a la ciudadanía para que tome medidas ante posibles nuevos episodios, a lo que se suman inspecciones visuales, una mejora en las comunicaciones y coordinaciones internas para minimizar probabilidad de ocurrencia de emergencias ambientales, la definición de parámetros de operación máxima para cada condición ambiental y menores niveles de fusión y producciones como consecuencia de medidas más restrictivas.
Por su parte, el diputado Lautaro Carmona Soto solicitó la constitución de una comisión investigadora de la Cámara de Diputados que indague las razones el incumplimiento de la normativa ambiental por parte de empresas estatales.
Durante el 2012 se han registrado nuevos episodios de contaminación, llegando incluso a niveles de emergencia, situación que ha sido monitoreada por personal de la SEREMI de Salud.